# 恋する女たち (氷室冴子)
『恋する女たち』（こいするおんなたち）は、氷室冴子による日本のライトノベル。イラストは石関詠子が担当している。集英社文庫コバルトシリーズ（集英社）より1981年2月に刊行された。1986年には大森一樹監督・脚本で映画化された。

## 登場人物
吉岡多佳子（よしおか たかこ）
本作の主人公。
江波緑子（えなみ みどりこ）
多佳子の友人
志摩汀子（しま ていこ）
多佳子の友人

## 既刊一覧

### 小説
- 氷室冴子（著）・石関詠子（イラスト） 『恋する女たち』 集英社〈集英社文庫コバルトシリーズ〉、1981年2月15日第1刷発行（2月10日発売[2]）、ISBN 4-08-610402-4

### 漫画
- 氷室冴子（原作）・南部美代子（作画） 『恋する女たち』 集英社〈マーガレットコミックス〉、全2巻
  1. 1987年7月発行、ISBN 4-08-849290-0
  2. 1987年8月発行、ISBN 4-08-849300-1

## 映画
1986年12月13日に斉藤由貴主演第2作目の日本映画として公開。上映時間は98分。同時上映は「タッチ2 さよならの贈り物」（監督：はしもとなおと）。
原作小説は北海道が舞台だが、映画では金沢市に変更されている。
監督の大森一樹は、『ゴジラvsビオランテ』の監督に内定しており、その脚本を執筆中であったが難航していたため、その間に本作品を担当することとなった。大森によれば、監督起用でトラブルが生じていたため、折衷案として大森の名が挙がったのだという。
配給収入は9億5,000万円。1987年の興行ベスト10位となり、複数の映画賞も受賞するなど好評を得て、翌年には同じ座組で『トットチャンネル』が制作された。

### キャスト
- 吉岡多佳子：斉藤由貴[7]
- 江波緑子：高井麻巳子[7]
- 志摩汀子：相楽ハル子[7]
- 沓掛勝：柳葉敏郎[7]
- 神崎基志：菅原薫[7]
- 大江絹子：小林聡美[7]
- 吉岡比呂子：原田貴和子[7]
- 神崎剛志：川津祐介[7]
- 御子柴敏雄：蟹江敬三[7]
- 志摩汀香：星由里子[7]（特別出演）
- 小林博史：中村育二[7]
- エリナ：渡辺祐子[7]

### スタッフ
- 原作：氷室冴子[7]
- 脚本、監督：大森一樹[7]
- 製作：富山省吾[7]
- 脚本協力：渡邊孝好[7]
- 音楽：かしぶち哲郎[7]
- 撮影：宝田武久[7]
- 美術：村木与四郎[7]
- 録音：宮内一男[7]
- 照明：大澤暉男[7]
- 編集：池田美千子[7]
- 助監督：井上英之[7]
- 製作担当者：徳増俊郎
- スチール：石月美徳[3]
- 衣装協力：三松
- 協力：全日空
- 配給：東宝[7]

### 主題歌
斉藤由貴:「MAY」（発売元：キャニオン・レコード）

### 受賞歴
- 第11回日本アカデミー賞[8]
  - 優秀監督賞・優秀脚本賞：大森一樹
  - 優秀主演女優賞：斉藤由貴
- 文化庁優秀映画賞

### 補足
- 大江千里も高井麻巳子とのツーショット写真での場面のみ出ていた（但し、出演者クレジットはなし）。
- 2006年に東宝よりDVD化

## 関連文献
- 『恋する女たち : シナリオ写真集』東宝株式会社事業部出版・商品販促室、1987年1月15日。